# Josef Kubát (matematik)
Josef Kubát (* 28. prosince 1942 Přestavlky) je český matematik a středoškolský učitel, čestný člen Jednoty českých matematiků a fyziků a její předseda v letech 2010–2018.

## Osobní život
Narodil se jako jediný syn do rodiny zemědělců v Přestavlkách. Začal chodit do dvoutřídky v sousedních Trojovicích a pokračoval na základní škole v Hrochově Týnci. Měl štěstí na dva výborné učitele, kteří rozpoznali jeho vlohy k matematice a ovlivnili ho v dalším rozvoji. V šestnácti letech maturoval na jedenáctiletce v Chrudimi. V roce 1964 zakončil studium na Matematicko-fyzikální fakultě Univerzity Karlovy a začal učit matematiku na gymnáziu ve Vysokém Mýtě. Po dvou letech přešel na pardubické gymnázium na Spořilově (nyní Gymnázium Dašická), kde působil 53 let, z toho 19 let jako jeho ředitel. Po složení rigorózní zkoušky na Univerzitě Palackého v Olomouci získal v roce 1974 titul RNDr.
Josef Kubát je od roku 1972 ženatý s Vlastou Kubátovou, která působila rovněž jako středoškolská profesorka matematiky a fyziky na Gymnáziu Dašická. Mají dceru Pavlínu (* 1974) a syna Petra (* 1976). Josef Kubát si zachoval vřelý vztah ke svému rodišti, kde udržuje dům po svých rodičích a angažuje se v životě obce. K 100. výročí zdejší kaple sv. Anny v r. 2009 napsal reprezentativní brožuru a obdobnou publikaci připravil v r. 2018 při příležitosti 700 let od první písemné zmínky o obci.

## Pedagogická a organizační činnost
Josef Kubát byl zapáleným učitelem matematiky. Na pardubickém gymnáziu si všiml řady nadaných studentů a v roce 1968 zde založil třídy se zaměřením na matematiku a fyziku. Svým pedagogickým působením a pevnými postoji získal velké uznání u svých studentů i kolegů. Mnozí z nich dnes patří ke špičkám ve svých oborech.
Je spoluautorem učebnice Matematika pro gymnázia – Diferenciální a integrální počet, několika sbírek úloh ze středoškolské matematiky a metodických textů pro učitele.
Josef Kubát je od roku 1967 členem Jednoty českých matematiků a fyziků (JČMF), byl jejím místopředsedou (1987–1990) a předsedou (2010–2018). Je zakládajícím členem Matematické pedagogické sekce JČMF, nyní zvané Sdružení učitelů matematiky. Podílel se na práci Terminologické komise pro matematiku JČMF. Byl externím vedoucím kabinetu matematiky Krajského pedagogického ústavu v Hradci Králové a několik let také pracoval na katedře matematiky bývalé Vysoké školy chemicko-technologické v Pardubicích (nyní Univerzita Pardubice). Po dlouhou řadu let působil ve vedení Matematické olympiády na krajské a celostátní úrovni.

## Ocenění
- Oborová matematická medaile Jednoty českých matematiků a fyziků (1990)[6]
- Čestný člen Jednoty českých matematiků a fyziků (2006)
- Čestný občan města Pardubice (2014)[7]
- Stříbrná medaile předsedy Senátu PČR (2014)